# Villeloin-Coulangé
Villeloin-Coulangé – miejscowość i gmina we Francji, w Regionie Centralnym, w departamencie Indre i Loara.
Według danych na rok 1990 gminę zamieszkiwało 571 osób, a gęstość zaludnienia wynosiła 16 osób/km² (wśród 1842 gmin Regionu Centralnego Villeloin-Coulangé plasuje się na 625. miejscu pod względem liczby ludności, natomiast pod względem powierzchni na miejscu 233.).